# Famille Galouzeau de Villepin
La famille Galouzeau de Villepin est une famille subsistante d'ancienne bourgeoisie française, originaire de Bourgogne, puis établie en Lorraine.
Cette famille compte parmi ses membres deux hommes politiques français, dont l'un fut Premier ministre sous la Ve République, des hauts fonctionnaires, de nombreux officiers supérieurs dans toutes les armes, des dirigeants de sociétés, et un sculpteur.
Dix-huit porteurs du nom ont été décorés de l'ordre national de la Légion d'honneur, dont seize à titre militaire.

## Histoire
La famille Galouzeau de Villepin est une famille originaire de Côte-d'Or. Certains de ses premiers membres furent des traitants, c'est-à-dire des personnes détenant une charge de collecteur d'impôts, par exemple de receveur des tailles.

## Liens de filiation entre les personnalités notoires

### Origine
- Didier Galouzeau, cordonnier, demeurant à Laignes (Côte-d'Or), puis à Cruzy-le-Châtel (Yonne) marié en 1695 avec Suzanne Rouot[5].
  - Jean-Baptiste Galouzeau (1701-1780), recteur d'école à Cruzy-le-Châtel, puis greffier civil et criminel de la justice du bailliage de Cruzy-le-Châtel, marié en 1721 avec Michelette Michelot.
    - Jean-Baptiste Galouzeau (1725-1778), capitaine général des fermes du roi à Gérardmer (Vosges)[6], marié en 1746 avec Jeanne Girardin (1719-1785).
      - Jean Baptiste Galouzeau (1750-1815), capitaine général des fermes du roi à Saint-Avold (Moselle), puis juge à Buzy (Meuse), il rajoute à son nom la particule et le nom de terre « de Villepin » comme ses deux frères, entre 1778 et 1783, marié en 1783 avec Marie Thérèse Brouchon (1766-1835), dont :
        - Joseph Thérèse Galouzeau de Villepin (1786-1872), négociant à Metz et commissionnaire, marié le 22 juillet 1812 à Metz, avec Apolline Guertsmayer (1793- ).
          - François-Xavier Galouzeau de Villepin, né le 10 avril 1814 à Metz et décédé le 1er février 1885 à Paris. avocat à la Cour royale de Paris, membre de l'Académie de Metz, commandeur de l’ordre de Saint-Sylvestre des États pontificaux[2], marié à Marie-Eugénie de Blair (1815-1896)[7],[8],[9], fille de Charles Armand de Blair[10] et de Louise Catherine Alberte de Crolbois de Seewald, baronne de Seewald et baronne du Saint-Empire, dernière de sa famille[11]. Trois de ses fils furent les auteurs de trois branches subsistantes :
            - Georges Galouzeau de Villepin (1849-1931)
            - Alphonse Galouzeau de Villepin (1850-1933)
            - Robert Galouzeau de Villepin (1851-1901)

### Branche de Georges Galouzeau de Villepin
- Georges Galouzeau de Villepin (1849-1931), ancien élève de l'École Polytechnique (X.1868), lieutenant-colonel d'artillerie, officier de l'ordre national de la Légion d'honneur.
  - Xavier Albert François Galouzeau de Villepin (1880-1943), ESM Saint-Cyr, promo 1900-1902 (du Tchad), colonel.
    - Olivier Galouzeau de Villepin (1914-1998), École de l'air, promo 1935 (Guynemer), colonel d'aviation, officier de l'ordre national de la Légion d'honneur.

  - Olivier (Marie Maurice) Galouzeau de Villepin (1883-1956), ESM Saint-Cyr, promo 1901 (centenaire de l'ordre national de la Légion d'honneur), lieutenant-colonel d'aviation, pilote de chasse, chevalier de l'ordre national de la Légion d'honneur.
    - François Galouzeau de Villepin (1924-1998).
      - Thierry Galouzeau de Villepin.
        - Quitterie Galouzeau de Villepin (née en 1978).

    - Michel Galouzeau de Villepin (1925-2006), École de l'air, promo 1945 (Commandant Marin La Meslée), lieutenant-colonel d'aviation, officier de l'ordre national de la Légion d'honneur.

### Branche d'Alphonse Galouzeau de Villepin
- Alphonse Galouzeau de Villepin (1850-1933), ESM Saint-Cyr, promo 1869-1870, colonel, officier de l'ordre national de la Légion d'honneur, dont :
  - Georges Galouzeau de Villepin (1890-1966), dont :
    - Jean Galouzeau de Villepin (1921-1995), ESM Saint-Cyr, promo 1939-1940, (Amitié Franco-Britannique), chef de bataillon, officier de l'ordre national de la Légion d'honneur
    - Bruno Galouzeau de Villepin (1924-2022), maire de Dordives (1965-1989), chevalier de l'ordre national de la Légion d'honneur, officier de l'ordre national du Mérite, Croix de guerre 1939-1945, Croix de guerre T.O.E., marié en 1952 avec Élisabeth Fougeras de Lavergnolle.

  - Geoffroy Marie Armand Louis Galouzeau de Villepin (1894-1976), ESM Saint-Cyr, promo 1912-1914 (de Montmirail), général de brigade, officier de l'ordre national de la Légion d'honneur, dont :
    - Christian Galouzeau de Villepin (1er juin 1923-6 avril 2019), ESM Saint-Cyr, promo 1943 (Veille au drapeau), chef d'escadron de cavalerie, chevalier de l'ordre national de la Légion d'honneur
    - Gaétan Galouzeau de Villepin (1925-2006), chef d'escadron, ABC, officier de l'ordre national de la Légion d'honneur, commandeur de l'ordre national du Mérite
      - Laurent Galouzeau de Villepin
        - Lucas Galouzeau de Villepin, journaliste

    - Gonzague Galouzeau de Villepin (1928-1949), École navale, promo 1946, mort dans l'accomplissement de son devoir
    - Henri Galouzeau de Villepin (né le 20 novembre 1929), ESM Saint-Cyr, promo 1949-1951 (Garigliano), capitaine d'artillerie, puis industriel, chevalier de l'ordre national de la Légion d'honneur
    - Yves Galouzeau de Villepin (né le 9 septembre 1934-2 juillet 2019), ESM Saint-Cyr, promo 1956-1958 (Général Laperrine), chef d'escadron (ABC), chevalier de l'ordre national de la Légion d'honneur

### Branche de Robert Galouzeau de Villepin
- Paul Robert Galouzeau de Villepin (1851-1901), ESM Saint-Cyr promotion de la Revanche, lieutenant-colonel breveté d'état-major[1], chevalier de l'ordre national de la Légion d'honneur[2], marié avec Thérèse Delor (1864-1951).
  - François Xavier Galouzeau de Villepin (Limoges, 3 avril 1890 - Paris, 10 février 1972), ESM Saint-Cyr promotion La Moskowa, participera à la guerre de 14-18 notamment à Verdun et deviendra par la suite administrateur de sociétés industrielles[12], officier de l'ordre national de la Légion d'honneur, marié avec Germaine Maurat-Ballange (6 de janvier de 1893 - 26 de juillet de 1981), fille d'Albert Maurat-Ballange (1858-1936) et de sa femme Jeanne Fougeras de Lavergnolle.
    - Jacques Galouzeau de Villepin (1921-2008), ancien résistant, combattant de la première armée française pour la libération de la France, chevalier de l'ordre national de la Légion d'honneur, croix de guerre 1939-1945, marié avec Thérèse du Garreau de La Méchenie.
    - Joseph Marie Benoît François Xavier Galouzeau de Villepin (1926-2014), industriel, sénateur des français de l'étranger, président de la commission des affaires étrangères, de la défense et des forces armées du Sénat, officier de l'ordre national de la Légion d'honneur, officier de l'ordre national du Mérite, marié avec Yvonne Marie Madeleine Hétier (3 avril 1925 - 10 mars 2004).
      - Dominique Marie François René Galouzeau de Villepin (1953), énarque (promotion Voltaire, 1980), avocat, homme politique, auteur d'ouvrages littéraires, premier ministre de la France du 31 mai 2005 au 15 mai 2007, commandeur de l'ordre national de la Légion d'honneur , grand-croix de l'ordre national du Mérite et grand-officier de l'ordre de Saint-Charles du Monaco, marié le 3 août 1985 avec Marie-Laure Le Guay (1962), sculptrice, dont il a divorcé en 2011.
        - Marie Galouzeau de Villepin (1986), dite Marie Steiss, mannequin, comédienne et chanteuse.
        - Arthur Galouzeau de Villepin (1988), président de société[13].
        - Victoire Galouzeau de Villepin (1990).

      - Véronique Galouzeau de Villepin, énarque (promotion Voltaire, 1980), épouse du général Baudouin Albanel.
      - Patrick Galouzeau de Villepin (1958), énarque (promotion Léonard de Vinci, 1985), magistrat à la Cour des comptes, président de filiales bancaires BNP Paribas, membre de l'Association des anciens honneurs héréditaires et auteur de deux ouvrages sur l'histoire de sa famille.

  - Jacques Ignace Adrien Marie Galouzeau de Villepin (1894-1915), ingénieur chimiste, mort pour la France le 25 septembre 1915 au combat de Roclincourt (Pas-de-Calais).

### Branche puinée (éteinte)
- Louis-Télesphore Galouzeau de Villepin (1822-1888), sculpteur.

## Portraits

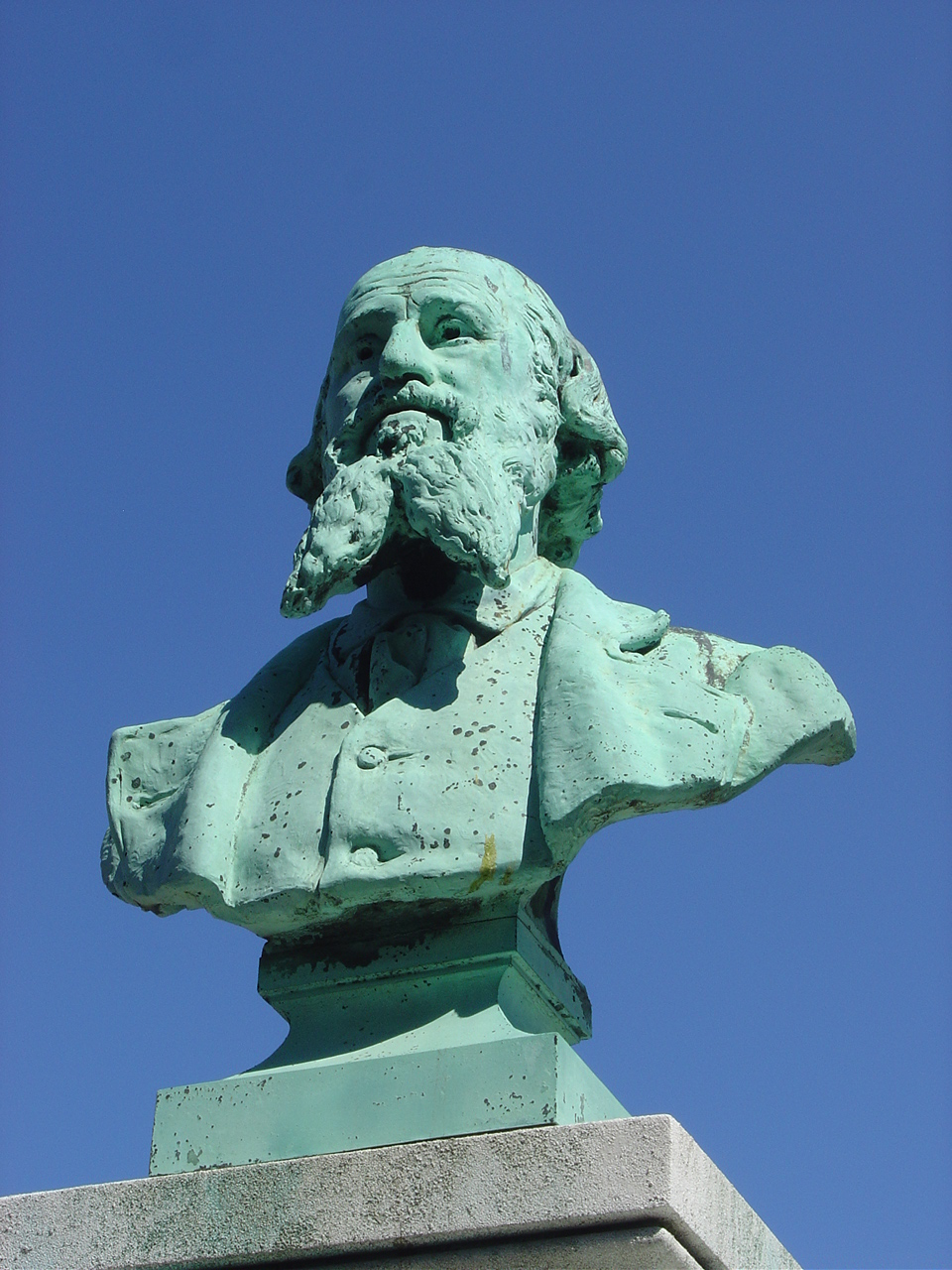
Louis-Télesphore Galouzeau de Villepin
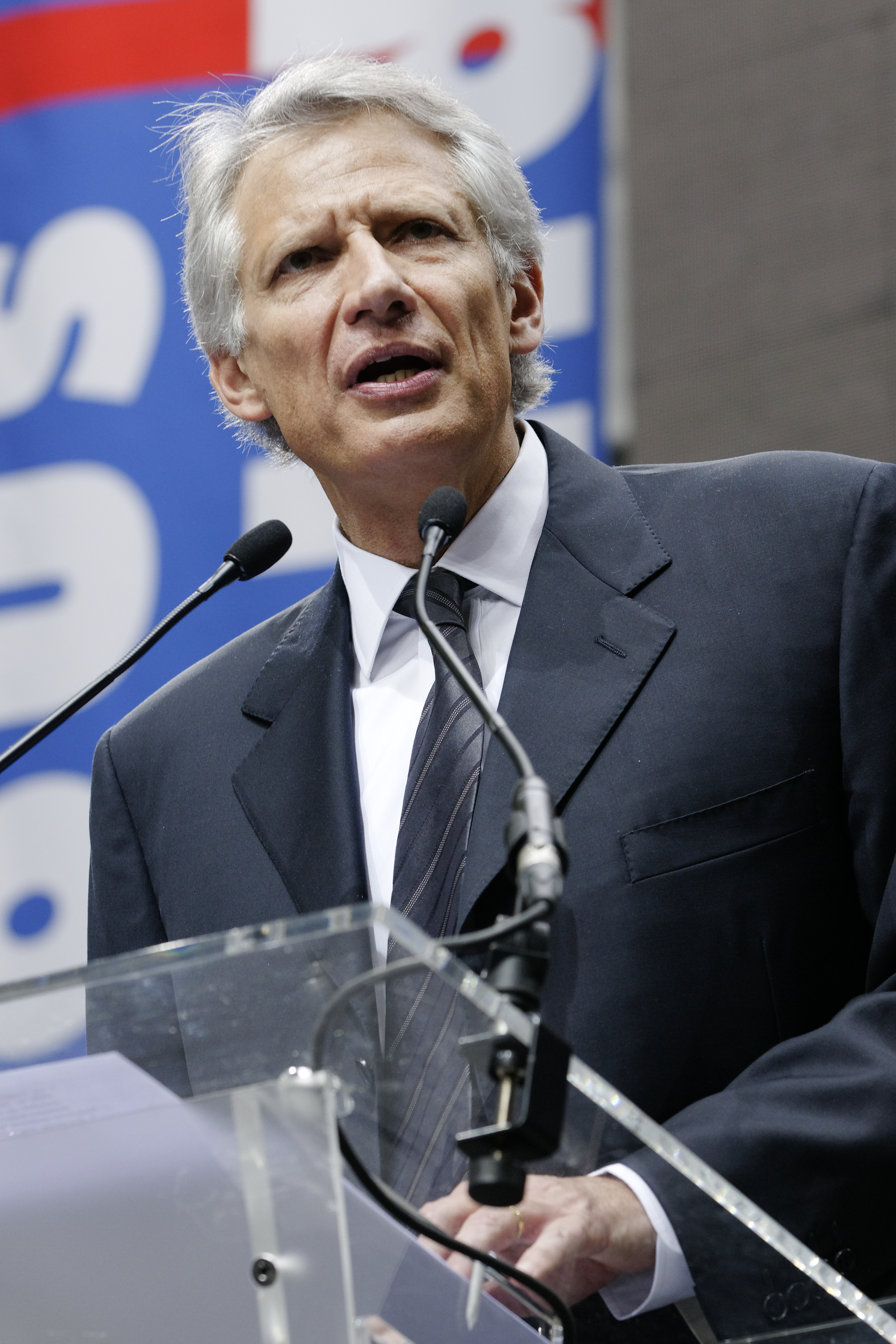
Dominique de Villepin
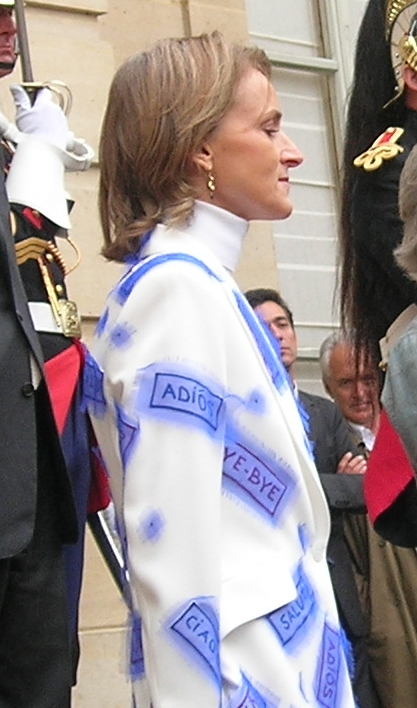
Marie-Laure de Villepin